# Parteni de Nicea
Parteni de Nicea (grec antic: Παρθένιος, llatí: Parthenius) fou un gramàtic de la Grècia romana famós per la seva obra Erotica Pathemata. També va escriure cants fúnebres, elegies i algun breu poema èpic.

## Biografia
Esteve de Bizanci i l'enciclopèdia Suides diuen que era nadiu de Nicea. Altres fonts el fan nadiu d'Apamea. Era fill d'Heraclides i Eudoranor (o Teta).
Fou fet presoner per Cinna a la guerra contra Mitridates VI Eupator i convertit en esclau, per bé que posteriorment va rebre la manumissió en reconeixement de la seva cultura literària. Va ser mestre de llengua grega a Nàpols, on va tenir d'alumne a Virgili.
Es creu que encara seria viu en època de Tiberi, ja que aquest emperador el posava de model a imitar, la qual cosa sembla molt de temps: 77 anys entre la mort de Mitridates i la pujada al tron de Tiberi, és a dir que hauria d'haver estat fet presoner sent un infant, i hauria mort molt vell. Va florir en el regnat d'August al final del segle i aC.

## Obra
La Suda el considera un poeta elegíac i autor de versos de diverses mesures.  Només es conserva una obra seva, en prosa, Erotica Pathemata (Ἐρωτικὰ Παθήματα, «Dissorts d'amor»).
Erotica Pathemata
Aquesta obra va ser escrita, segons diu l'autor en el prefaci, de a forma més breu possible. Està dedicada al poeta Gai Corneli Gal com un dipòsit, del qual es pot treure material. Es tracta d'una col·lecció de trenta-sis històries d'amor resumides, totes elles amb final tràgic, preses d'històries de vegades mitològiques, de vegades basades en personatge històrics, però ja narrades per altres poetes. Com que Parteni generalment diu el nom d'aquests autors, l'obra ha adquirit més valor per ser el mitjà per obtenir informació sobre poetes alexandrins els treballs dels quals s'han perdut. Juntament a l'argument amorós, toca de passada, altres temes menys propers com el canibalisme, l'incest, la pederàstia o la necrofília.
Els personatges sobre els que tracta l'Erotica Pathemata són:
1. Lircos
2. Polimela
3. Evipe
4. Enone
5. Leucip, fill de Xanti
6. Pal·lene
7. Hiparí d'Heraclea
8. Herippe
9. Policrite
10. Leucone, esposa de Cyanip
11. Biblis
12. Calcus
13. Harpalice
14. Anteus, amant de Cleobea
15. Dafne
16. Laòdice
17. Cratea, mare de Periander
18. Neera
19. Pàncratis, filla d'Ifimèdia
20. Mèrope, filla d'Enopió
21. Pisidice de Metimna
22. Nanis
23. Quelidonis
24. Hiparí
25. Fail·lo
26. Apríate
27. Alcínoe
28. Clite
29. Dafnis
30. Celtine
31. Dimoetes
32. Antipe
33. Assaon
34. Còrit
35. Eulimene
36. Arganthone

Altres obres
Els títols d'altres obres de Parteni són:
- Ελεγει̂α εὶς ̓Αφροδίτην o ἐλεγείαι, ̓Αφροδίτη (Elegia a Afrodita)
- Αρήτης ἐπικήδειον (El funeral d'Arete)
- Ρήτης ἐγκώμιον (Lloança explícita)
- Ανθίππη (Antippa)
- Εἰς ̓Αρχελαί̈δα ἐπικήδειον (Funeral d'Arquelaida)
- Εἰς Αὐξίθεμιν ἐπικήδειον (Funeral d'Auxitemis)
- Βίας (Biant)
- Δη̂λος (Delos)
- Ηρακλη̂ς (Heracles)
- ́Ιφικολς (Íficles)
- Κριναγόρας (Crinàgores)
- Λευκαδίαι (Lèucada)
- Προπεμπτικόν (Propempticon, poema de comiat)
- Un text sobre el moretum
- Μεταμορφώσεις (Metamorfosis)

## Manuscrit i edicions
Es conserva un únic manuscrit de l'obra de Parteni, que s'anomena Palatinus Heidelbergensis graecus 398 i probablement fou escrit a mitjan segle ix. El manuscrit conté, a més, una combinació de textos sobre geografia, extractes de treballs d'Hesiqui d'Alexandria, un recull de paradoxes, epístoles i mitologia.
La primera impressió o edició prínceps es va fer el 1531, a Basilea per l'editor Janus Cornarius a la impremta de Johann Froben.